# GS Trogylos Basket Priolo
Maillots
Le GS Trogylos Basket Priolo, ou Acer Priolo, est un club italien de basket-ball féminin. Le club est basé dans la ville de Priolo, dans la province de Syracuse, en Sicile.

## Historique
Après avoir longtemps appartenu à la LegA Basket Femminile, le plus haut niveau du championnat italien, le club s'en retire à l'été 2014 faute de moyens financiers adéquats.

## Palmarès
- Vainqueur de la Coupe d'Europe des clubs champions : 1990
- Finaliste de la Coupe Ronchetti : 1992
- Champion d'Italie : 1989, 2000

## Entraîneurs successifs
- 2003-2004 :  Andrea Petitpierre

## Joueuses célèbres ou marquantes
- Sabrina Palie (2003-2008)
- Polina Tzekova (1991-1995)